# Руппрехт Фішлер
Руппрехт Фішлер, граф фон Тройберг (нім. Rupprecht Fishler Graf von Treuberg; 20 лютого 1920, Мурнау — 24 серпня 1944, Біскайська затока) — німецький офіцер-підводник, оберлейтенант-цур-зее крігсмаріне.

## Біографія
16 вересня 1939 року вступив на флот. В квітні-вересні 1941 року пройшов курс підводника. З 1 листопада 1941 року — 2-й, з травня 1943 року — 1-й вахтовий офіцер на підводному човні U-214. В липні-вересні пройшов курс командира човна. З 29 вересня по 31 грудня 1943 року — командир U-749, з 26 січня 1944 року — U-445, на якому здійснив 4 походи (разом 46 днів у морі). 24 серпня 1944 року U-445 був потоплений в Біскайській затоці південно-західніше Бреста (47°21′ пн. ш. 05°50′ зх. д.) глибинними бомбами британського фрегата «Луіс». Всі 52 члени екіпажу загинули.

## Звання
- Кандидат в офіцери (16 вересня 1939)
- Морський кадет (1 лютого 1940)
- Фенріх-цур-зее (1 липня 1940)
- Оберфенріх-цур-зее (1 липня 1941)
- Лейтенант-цур-зее (1 березня 1942)
- Оберлейтенант-цур-зее (1 жовтня 1943)